# Morro d’Alba
Morro d’Alba település Olaszországban, Marche régióban, Ancona megyében. Lakosainak száma 1798 fő (2023. január 1.). Morro d’Alba Monte San Vito, San Marcello, Senigallia és Belvedere Ostrense községekkel határos.

## Népesség
A település lakossága az elmúlt években az alábbi módon változott:
| Lakosok száma | 1892 | 1873 | 1798 |
|               | 2017 | 2018 | 2023 |